# Urak asztala
Az Urak asztala egy 593 méteres magaslat a Visegrádi-hegységben, a Pest vármegyei Dunabogdány és Visegrád határán, a Duna–Ipoly Nemzeti Park területén. Az 1970-es években a legmagasabb pontján még fából ácsolt kilátó állt, majd 1980-tól a rendszerváltás körüli évekig az egész hegytetőt a turizmus elől elzárt, katonai területté minősítették, itt alakítva ki a Budapestet körülvevő légvédelmi gyűrű egyik állomását. Az 1980-as években, a bős–nagymarosi vízlépcsőrendszer tervezett építéséhez kapcsolódva születtek olyan elképzelések is, hogy a hegy tetején szivattyús energiatározót létesíthetnének, de a környezetvédők tiltakozása miatt ezeket a terveket elnapolták. A terület katonai funkciójának megszűnése óta a hajdani légvédelmi bázis területe erősen pusztul, az itt még megmaradt értékek nagy részét széthordták.

## Megközelítése
Dacára annak, hogy Dunabogdány és Visegrád határán emelkedik, megközelíteni Szentendre illetve Pilisszentlászló felől a legegyszerűbb, mivel a két települést összekötő út egyik elágazásától – a Volánbusz 870-es és 871-es járatainak Pilisszentlászló, hegytető nevű megállóhelyétől – a Pap-rét érintésével burkolt aszfaltút vezet egészen a hegytetőig. Az autóval való behajtást az erdészet sorompókkal korlátozza, de kerékpárral (ha nem számítjuk némelyik szakasz meglehetősen komoly meredekségét) kényelmesen járható az útvonal. A körülbelül 250 méteres szintkülönbségű, 6 kilométeres útszakaszon végig biciklipiktogramok vannak felfestve, az útirány jelzésére.

## A légvédelmi bázis
Az Urak asztalán kialakított, MN2124 fedőszámú, "Cenzor" hívójelű légvédelmi rakétabázist 1980 márciusában hozták létre, az azonos fedőszámmal korábban Nógrádverőcén telepített 11/1. honi légvédelmi tüzérosztály átköltöztetésével, és Sz-75M3-OP Volhov (SA-2E) típusú közepes hatótávolságú rakétákkal szerelték fel. A bázison a szentendrei laktanya katonái teljesítettek szolgálatot. A területen egykor állt építmények nagy része még megvan, de az egykor itt létesített emlékművet – melynek központi része, egy fennmaradt korabeli fotó tanúsága szerint egy vörös téglafal volt Magyarország stilizált térképével – már lerombolták az erre járók.